# Kubáňovo
Kubáňovo (in ungherese Szete) è un comune della Slovacchia facente parte del distretto di Levice, nella regione di Nitra.